# Auburn (automerk)

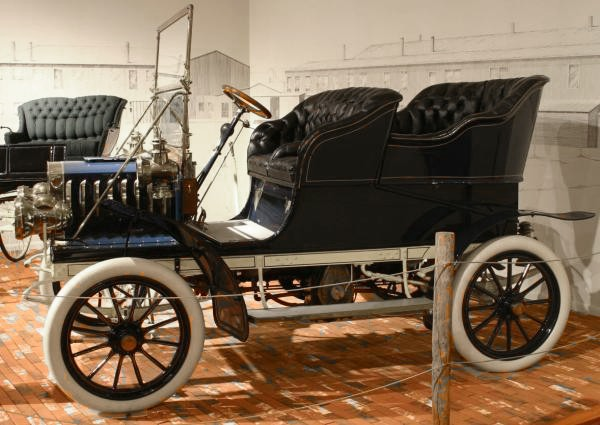
Auburn Tonneau uit 1904.

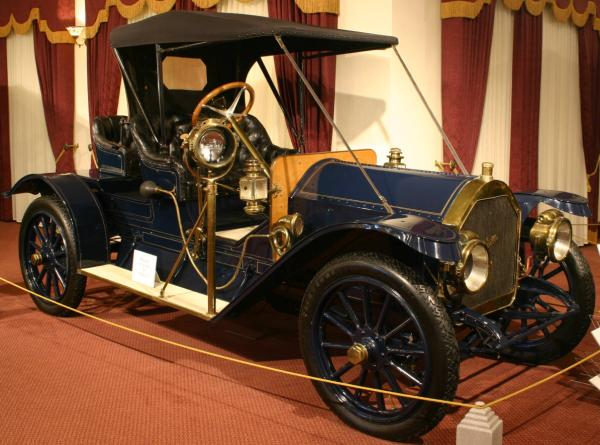
Auburn Model S uit 1910.

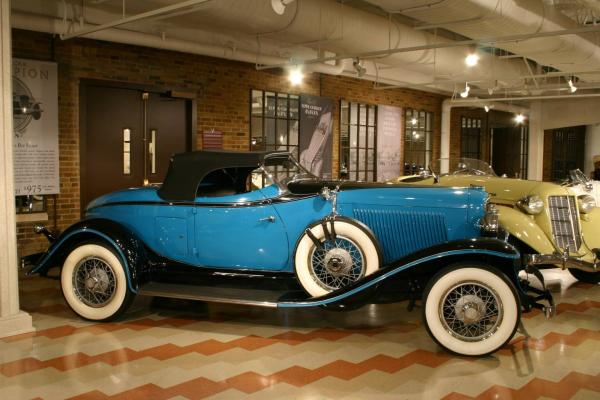
Auburn Speedster uit 1932.

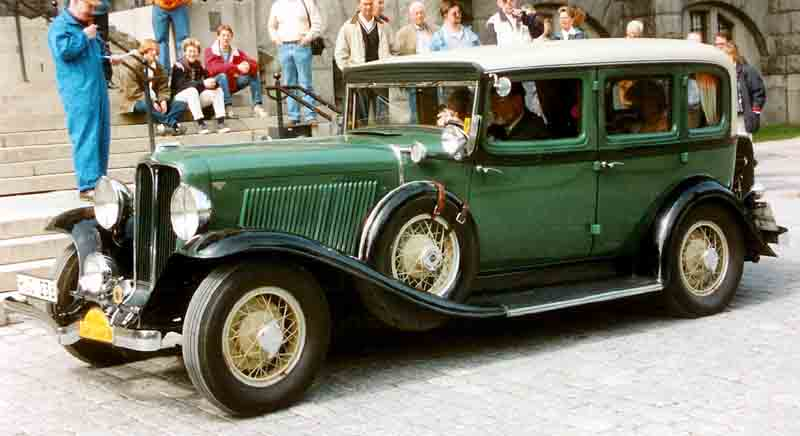
Auburn 8-100A uit 1932.

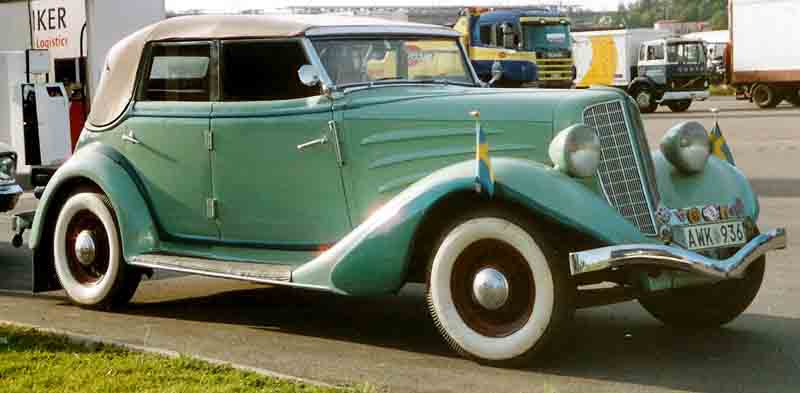
Auburn 652Y uit 1934.

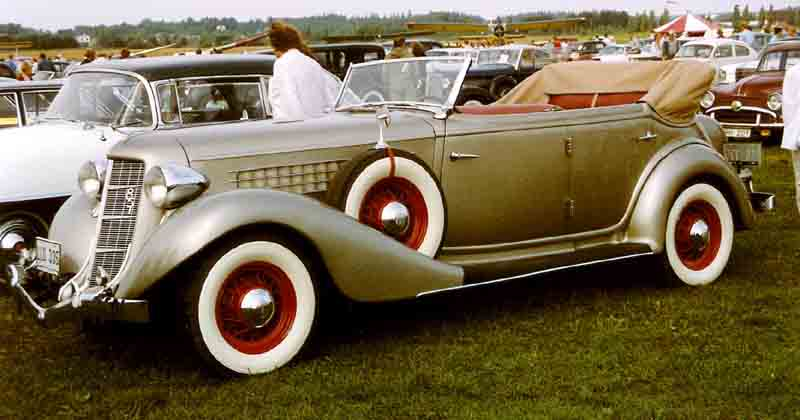
Aubur 851 uit 1935.

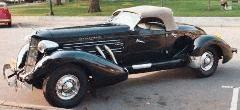
Auburn Speedster uit 1935.

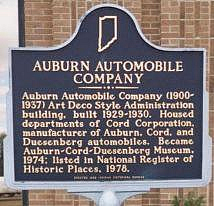
Historisch merkteken van Auburn in Auburn (Indiana).

Auburn was een Amerikaans automerk van 1900 tot 1937. In 1925 was het bedrijf overgenomen door Erret Cord die het enkele jaren later onderbracht in zijn Cord Corporation. In 1937 ging dat concern financieel ten onder aan de Grote Depressie, en dat betekende ook voor Auburn het einde.

## Geschiedenis

### Het begin
Auburn Automobile ontstond uit de Eckhart Carriage Company, een wagenbouwer die in 1875 was opgericht door Charles Eckhart (1841-1915) in Auburn (Indiana). Eckharts twee zonen, Frank en Morris, begonnen te experimenteren met auto's. In 1900 richtten ze hun bedrijf op met een startkapitaal van $2500. In 1903 bouwde Auburn een eerste productiemodel. Deze eencilinder werd nog bestuurd met een stuurhendel. In 1905 werd een tweecilindermodel toegevoegd, gevolgd door een viercilinder in 1910 en een zescilinder in 1912. In 1909 nam Auburn twee andere lokale autobouwers over en verhuisden ze naar een grotere fabriek. Het bedrijf draaide redelijk goed tot de Eerste Wereldoorlog voor materiaaltekorten zorgde en de fabriek moest sluiten.

### Nieuwe eigenaars
In 1919 werden de broers Eckhart uitgekocht door een groep investeerders uit Chicago. Hun doorstartpoging was minder succesvol dan gehoopt en in 1924 verzochten ze de succesvolle autoverkoper Erret Cord om het bedrijf te leiden. Cord deed echter een tegenbod en in 1925 werd hij eigenaar van het bedrijf. Cord zorgde voor een verbeterde stijl en meer pk's en de verkoop kwam weer van de grond. Cord nam ook de autobouwer Duesenberg over en bracht in 1929 een auto met zijn eigen naam op de markt. Hij bracht al zijn bedrijven onder in één groot concern: de Cord Corporation.

### Een nieuwe stijl
Auburn had altijd goed gebouwde, maar onopvallende auto's gemaakt. Erret Cord wilde van Auburn iets aparts maken en de Auburn 8-88 was het eerste resultaat van zijn leiderschap. Toch was Cord nog niet helemaal tevreden. Hij lanceerde een achtcilindermotor en meerkleurige lakken die Auburn onderscheidden van de concurrentie. De prijs van een Auburn steeg in 1926 met 52% terwijl het sectorgemiddelde slechts 1% was.

### Het einde
Toen sloeg de Grote Depressie toe. Cord mocht dan wel aantrekkelijke en geavanceerde auto's bouwen, ze werden nu gewoon te duur. In 1932 introduceerde Auburn haar V12-motor. De verkopen bleven achteruitgaan en door de slechte economische toestand zag Cord zich gedwongen zijn aandelen te verkopen. In 1937 werd de productie van alle merken, waaronder Auburn, Cord en Duesenberg, stopgezet.

### Epiloog
Cords voormalige hoofdkantoor in Auburn huisvest vandaag het Auburn-Cord-Duesenberg museum en behoort sinds 2005 tot het Amerikaans nationaal erfgoed.

## Modellen
- 1904.........: Auburn Model A
- 1907.........: Auburn Model F
- 1908-1909: Auburn Model G
- 1910.........: Auburn Model S
- 1911.........: Auburn Model N
- 1912.........: Auburn Model 30L
- 1933-1937: Auburn 851
- 1934-1937: Auburn 852
- 1934.........: Auburn 652
- 1936.........: Auburn 654
- 1925-1926: Auburn 8-88
- 1929.........: Auburn 8-120
- 1930.........: Auburn 8-125
- 1930.........: Auburn 6-85
- 1930.........: Auburn 8-95
- 1931-1932: Auburn 8-98
- 1932.........: Auburn 8-100
- 1932.........: Auburn 1250
- 1932.........: Auburn 1260
- 1932-1933: Auburn 12-160
- 1932-1933: Auburn 12-165
- 1933.........: Auburn 12-161
- 1933.........: Auburn 8-101
- 1933.........: Auburn 8-105

## Productie
Auburns productiecijfers wanneer gekend:
- 1929: 21.000
- 1930: 11.755
- 1931: 28.103
- 1933: 6000